# A Reményhez
A Reményhez Csokonai Vitéz Mihály Lillához (Vajda Juliannához) írt legismertebb verse. 1803-ban jelent meg nyomtatásban Bécsben. Dallamát Kossovits József írta még 1794-ben. Valószínűleg utólag alkalmazták a vershez.

## Szerkezete
4*16 sor, 6+5 szótag, keresztrím.
1.és 4. versszak párhuzamba állítható egymással idejük a múlt ugyan ugy a 2. és 3. idejük a jelen. A költő a reményhez címzi mégis reménytelenség található benne.
1. versszakban: még jókedvű a költő s a végén csalódást mutat
2. versszakban:  virágmotívumok és a természet képeivel alliterál boldogságáról ír.
3. versszak: a pozitívumok eltűnnek és a tavaszi gyönyörből bús tél lesz
4. versszak : Csokonai elbúcsúzik mindentől ami kedves volt életében...Lillától

## A vers szövege
| Főldiekkel játszó Égi tűnemény, Istenségnek látszó Csalfa, vak Remény! Kit teremt magának A boldogtalan, S mint védangyalának, Bókol úntalan. Síma száddal mit kecsegtetsz? Mért nevetsz felém? Kétes kedvet mért csepegtetsz Még most is belém? Csak maradj magadnak! Biztatóm valál; Hittem szép szavadnak: Mégis megcsalál. | Kertem nárcisokkal Végig űltetéd; Csörgő patakokkal Fáim éltetéd; Rám ezer virággal Szórtad a tavaszt S égi boldogsággal Fűszerezted azt. Gondolatim minden reggel, Mint a fürge méh, Repkedtek a friss meleggel Rózsáim felé. Egy híjját esmértem Örömimnek még: Lilla szívét kértem; S megadá az ég.                |
| Jaj, de friss rózsáim Elhervadtanak; Forrásim, zőld fáim Kiszáradtanak; Tavaszom, vígságom Téli búra vált; Régi jó világom Méltatlanra szállt. Óh! csak Lillát hagytad volna Csak magát nekem: Most panaszra nem hajolna Gyászos énekem. Karja közt a búkat Elfelejteném, S a gyöngykoszorúkat Nem irígyleném.                 | Hagyj el, óh Reménység! Hagyj el engemet; Mert ez a keménység Úgyis eltemet. Érzem: e kétségbe Volt erőm elhágy, Fáradt lelkem égbe, Testem főldbe vágy. Nékem már a rét hímetlen, A mező kisűlt, A zengő liget kietlen, A nap éjre dűlt. Bájoló lágy trillák! Tarka képzetek! Kedv! Remények! Lillák! Isten véletek! |

## Kottája és dallama
A zenét szerezte: Kossovits József

## Kapcsolódó lapok
- A Reményhez (Wikiforrás)